# تيلدراكيزوماب
تيلدراكيزوماب( Tildrakizumab)، الذي يُباع تحت الإسم التجاري إلوميا (Ilumya) و غيره، هو جسم مضاد وحيد النسيلة لعلاج الصدفية اللويحية.  في المملكة المتحدة، يوصى باستخدامه فقط في حالة المرض الشديد الذي لم يستجب للعلاجات الأخرى.  و يعطى عن طريق الحقن تحت الجلد. 
تشمل الآثار الجانبية الشائعة لهذا العقار على التالي: آلام الظهر و الصداع و العدوى و الغثيان.  إضافة إلى ذلك، قد تشمل الآثار الجانبية الأخرى الوذمة الوعائية و الألم في موقع الحقن.  لا ينصح بتناوله في الأشهر التي تسبق الحمل أو أثناءه.  يعمل عن طريق منع الإنترلوكين 23 (IL-23)، و هو أحد السيتوكينات. 
تمت الموافقة على استخدام تيلدراكيزوماب طبيًا في كل من الولايات المتحدة و أوروبا في عام 2018.   في المملكة المتحدة، تكلف الجرعة الواحدة هيئة الخدمات الصحية الوطنية حوالي 3250 جنيهًا إسترلينيًا اعتبارًا من عام 2021.  و يكلف هذا المقدار في الولايات المتحدة حوالي 15300 دولار أمريكي. 